# Logobou
Logobou là một tổng thuộc Tapoa (tỉnh) ở phía đông Burkina Faso. Thủ phủ là thị xã Logobou.

## Các thị xã và làng xã
Diabonli, Fangou, Houaré, Kalimama, Kindi-Kombou, Mahadaga, Mamangou, Momba, Moridéni, Mouabou, Nadiéringa, Nagaré, Namponkoré, Namponsiga, Palboa và Siaga.